# Organisation pour les Œuvres Transformatives
L'Organisation pour les Œuvres Transformatives (Organization for Transformative Works ou OTW) est une organisation américaine à but non lucratif, créée en 2007 par les fans pour les fans, qui veut préserver et encourager les « fanwork », et rendre ces œuvres largement accessibles, sans dépendre d’aucuns acteurs extérieurs.

## Buts de l'association et principaux services proposés
L'OTW défend la nature transformatrice, légale et légitime des activités de travail des fans, y compris la fiction de fans, les vidéos, les représentations, les vidéos musicales d'animations, les enregistrements audio de fiction de fans, etc.,,,) et les fictions sur des personnalités réelles,.
L'Organization for Transformative Works met notamment  à disposition les plates-formes suivantes, de façon gratuite  :
- Archive of Our Own (AO3) : Une archive web open-source, non commerciale, à but non lucratif et multi-fandom, construite par des fans pour héberger des fanfictions et autres fanworks (dessins, enregistrements, etc.)[4].
- Fanlore: Un wiki pour les fans d'un large éventail de communautés dont la mission  est de fournir une plate-forme « pour enregistrer et partager leurs histoires, expériences et traditions » dans l'histoire des fandoms et fanworks[4].

L’association tente de préserver les fanzines, et met au point des outils de transfert de fanfiction à Archive of Our Own à partir d'autres sites Web lorsqu'ils sont conduits à fermer leurs portes.
Elle offre aussi, par exemple, des services de soutien juridique, en abordant les questions juridiques liées à la fiction de fans et à d'autres œuvres de fans, y compris la défense de l'utilisation équitable des œuvres protégées par le droit d'auteur par les fans. Cet appui jurique est même un des premiers services créés.

## Historique
L’idée de l’association OTW émerge en mai 2007, et un premier appel à des dons est émis ce même mois. Le 11 décembre 2007, un site est mis en ligne. Le service de soutien juridique est également lancé.
En juin 2008, la plateforme Fanlore est lancée. En 2009, c’est la première élection des membres du conseil d’administration de OTW, et le lancement d’une version béta de Archive of Our Own (AO3).
Dix ans plus tard, en 2019, Archive of Our Own héberge 5 millions d'œuvres dans plus de 33 000 fandoms. Il s'appuie sur plus de sept cents bénévoles. Et cette même année, Archive of Our Own, ou AO3, est lauréat d’un prix Hugo, un  prix littéraire américain consacré à la science-fiction et à la fantasy, dans la catégorie « Travaux apparentés » qui, les années précédentes, comprenait plutôt des essais sur la science-fiction ou des documentaires,,. Cette nomination fait évoluer les regards portés sur ce site web.  Pour Jessie Casiulis, une Française membre du conseil d’administration d'OTW, « après la nomination, on a vu des avis changer, des articles de presse avoir une couleur différente. Les gens se disent que si on est nommé, aux côtés d’auteurs reconnus, c’est peut-être qu’il y a quelque chose à creuser ». 